# كناوة

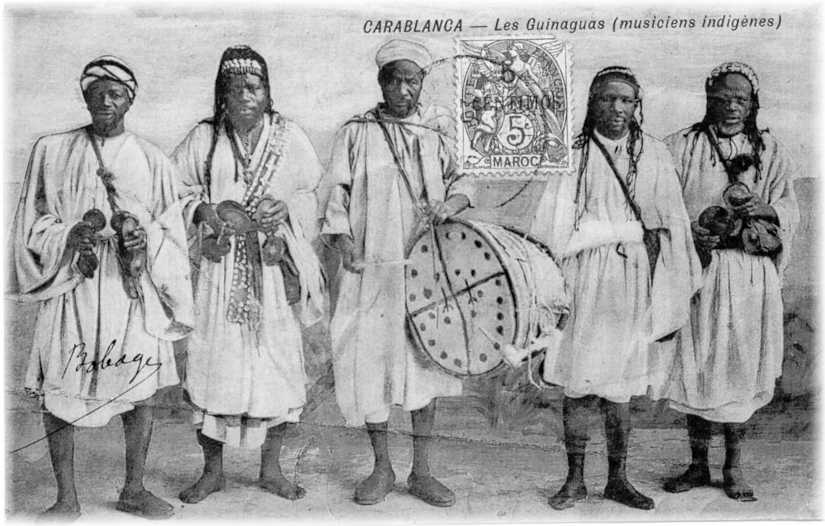
صورة لمجموعة من الغناوة حوالي 1920 ، الدار البيضاء

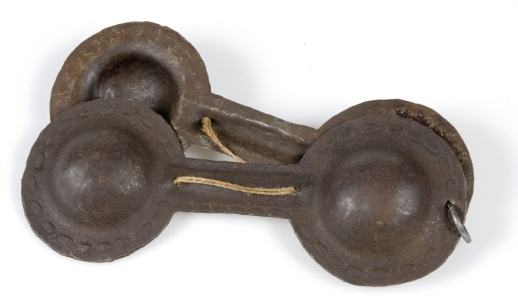
آلة إيقاعية للغناوة (قرقب)

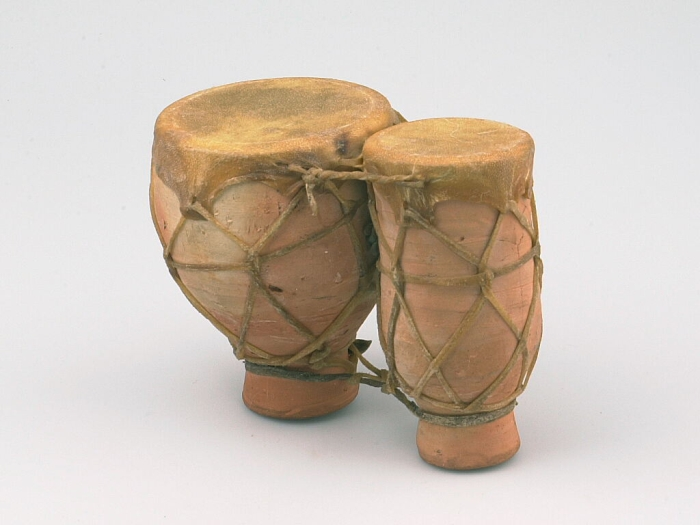
(غانغا)دربوكة

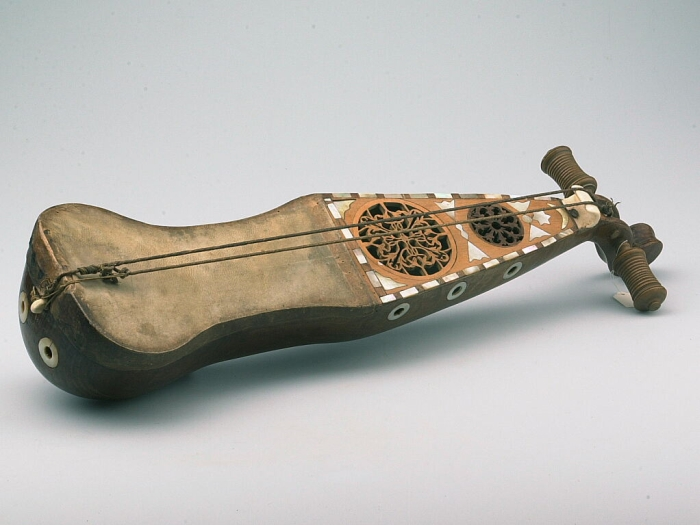
كمبري

«الڭناوة» هو فن مصنف كتراث غير مادي في اليونيسكو باسم المغرب
تشير عبارة الگناوة إلى مجموعة من الأحداث الموسيقية والعروض والممارسات الأخوية والطقوس العلاجية التي تمزج بين الدنيوي والمقدّس. والگناوة هي في المقام الأوّل موسيقى صوفية تمتزج عادة بكلمات ذات محتوى ديني تستحضر الأجداد والأرواح. ومُورست ثقافة الگناوة في الأصل من قبل مجموعات وأفراد ينحدرون من العبودية وتجارة الرقيق التي يعود تاريخها إلى القرن السادس عشر على الأقل، وتُعتبر اليوم جزءاً من ثقافة المغرب وهويّته متعددة الأوجه. وتقوم الگناوة، لا سيما في المدن، بطقوس استحواذ روحي علاجية من خلال إيقاعات تمتدّ ليلة بأكملها ومراسم غشية تجمع بين الممارسات الإفريقية التليدة والتأثيرات العربية الإسلامية والعروض الثقافية البربرية المحلية. وتنظّم الگناوة في المناطق الريفية ولائم جماعية للأولياء الصالحين. ويستخدم بعض ممارسي الگناوة في المناطق الحضرية آلات موسيقية وترية، بينما يستخدم نظراؤهم في المناطق الريفية طبولاً كبيرة وصنجات. وتُلبس أزياء ملوّنة مطروزة في المدينة، في حين يميّز ارتداء ملابس بيضاء مرفوقة بأكسسوارات الممارسات الريفية. ويتزايد عدد المجموعات الأخوية وكبار الموسيقيين باستمرار في القرى والمدن الرئيسية في المغرب، وتُقيم مجموعات الگناوة، المنظّمة في جمعيات، مهرجانات محلية وإقليمية ووطنية ودولية على مدار السنة. وهو ما يسمح للشباب بالتعرّف على كلّ من الأغاني والآلات الموسيقية وكذلك الممارسات والطقوس المتعلقة بثقافة الڨناوة بشكل عام
«الڭناوة» هم مجموعة إثنية في المغرب العربي ينحدرون من «سلالة العبيد» الذين استجلبوا في العصر الذهبي للدولة السعدية (نهايات القرن 16 الميلادي) من أفريقيا السوداء الغربية، التي كانت تسمى آنذاك السودان الغربي أو إمبراطورية غانا (دولة مالي الحالية، على الخصوص). وتسمية «گناوة» هي تحريف لحق الاسم الاصلي الذي كان هو «گينيا» (غينيا)، أو «عبيد غينيا» كما كانوا دائما يُسمون، قبل أندماجهم التام في المجتمع المغربي، وما تزال «الطريقة الگناوية» متواجدة في العديد من المدن والقرى المغربية، حتى اليوم، خصوصا في مدن مراكش والصويرة والرباط ومكناس وتحظى مدينة الصويرة بمقام المدينة الروحية للطائفة داخل المغرب .
فقد كان الميناء البحري للمدينة منذ القرن 17، مركزا تجاريا مهما علي ساحل المحيط الأطلسي، ونقطة تبادل تجاري مع تمبكتو، عاصمة أفريقيا السوداء المسلمة آنذاك، ومنها كان العبيد يفدون مع الذهب إلى المغرب العربي .
ويعتبر ضريح «سيدي بلال» الموجود غرب مدينة الصويرة المرجع الأعلى، ومقام الاب الروحي لگناوة، وداخل ضريح ذلك الولي، توجد الزاوية التي تحتضن في العشرين من شهر شعبان الموسم السنوي للطائفة الگناوية وعلى ايقاع الموسيقى القوية والحارة للمجموعات المنتسبة الي الطائفة، تخرج نخبة من الاتباع في جولات بين المدن لجمع الهبات والصدقات للزاوية، بلباسها الفلكلوري المميز ذي الالوان الحية، خصوصا الحمراء والزرقاء. إن شهرة «گناوة» كموسيقيين تجاوزت الحدود المغرب، لتعانق العالمية منذ شرع في تنظيم مهرجان سنوي لـ «كناوة وموسيقى العالم» بمدينة الصويرة في شهر يونيو، والسر يكمن في أنها ليست مجرد موسيقى عادية، بل هي موسيقى ذات ايقاعات قوية محملة بثقل الأساطير والمعتقدات الموغلة في القدم، ومشحونة بالإرث الحضاري الأفريقي والبربري والعربي.

## تأصيل
يحتمل أن تكون أصل مصطلح «قناوة» من كلمة «غينيا» أو «غانا» بسبب التشابه الصوتي، وهما منطقتين من ما يعرف تاريخيا ببلاد السودان الغربي والتي كانت على تواصل دائم ببلاد المغرب العربي.

## ثقافة

### أهمية الرافد الكناوي وطقوسه

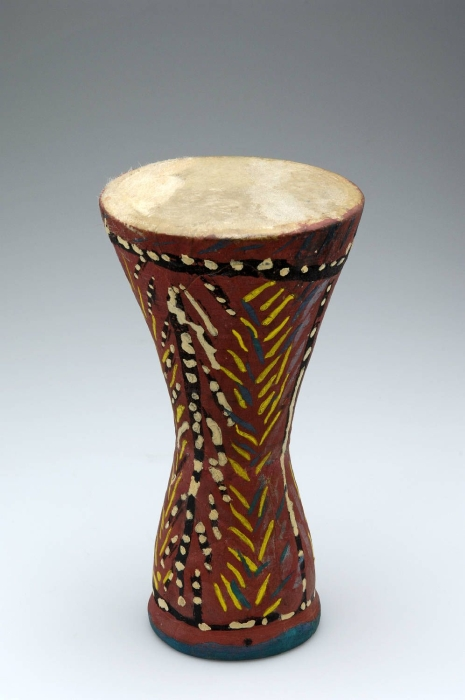
طعريجة

تعود جذور غناوة للتنوع العرقي الإفريقي في المغرب العربي وعلاقته مع أعماق الصحراء. ونتحدث عن أناس قدموا للمغرب يبثون في القرى أغانيهم الدافئة وألوانهم البهيجة، وسحناتهم السمراء الهادئة، ورقصاتهم المفعمة بالحركة والنشاط والحيوية والحياة، القادمون من أعماق الصحراء لبث الحياة في شمال إفريقيا وتلوينها بثقافة ودماء جديدة. «كناوة» المخلصين لإيقاعات الغابة الإفريقية التي يرددها «الكانكاه» (الطبل الكبير)، والقرقبات والهجهوج. نقف أمامهم أو نسمعهم ونحن مارين فيمارسون علينا سحرهم «الميتافيزيقي» برقصاتهم بدقاتهم وألوانهم. فنصبح عبيدا لعبيد الأمس! استأنسوا بأدواتهم الموسيقية في ظروف التهجير القسري عن ديارهم فمنحونا موسيقى جابت العالم بفعل تفرد وتميز إيقاعاتها. تعني الجذبة فيما تعنيه تجاوز الإنسان لحدوده، وهو أمر موقوف على الإبداع، إنه يفزع الفكر الغربي والفكر المنهجي العقلاني، إنه الجذبة رحيق رباني، انتشاء، تحرر وشفاء، إنه فرح وخلاص وتصفية للذات، إنها الحياة وتحرر للإبداع وإيقاظ للمعيش المكبوت في أعماق النفس والذاكرة. حيث يصبح كل طقس من طقوس «كناوة» عرسا للجسد وللروح.

### طقوس الحفل

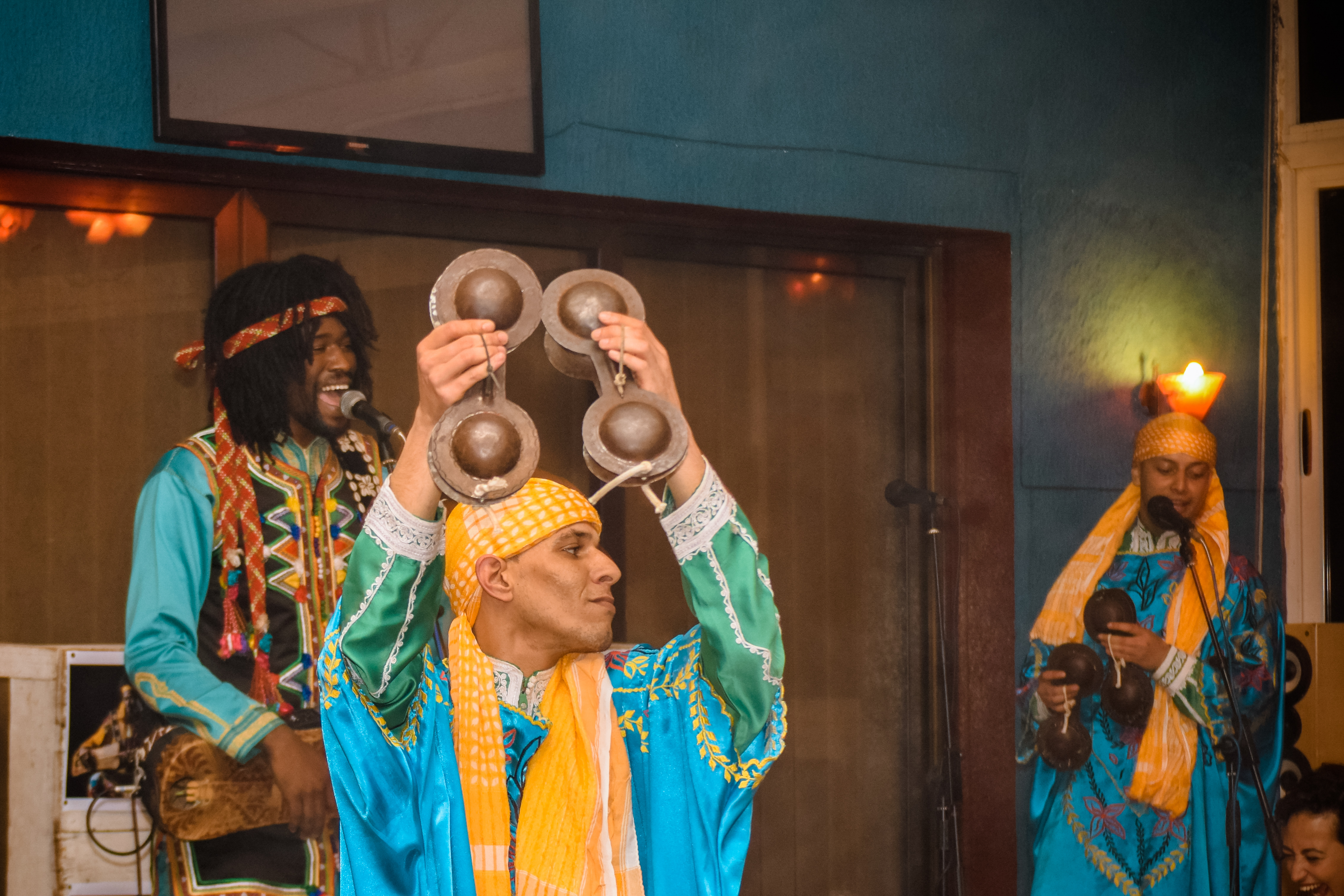

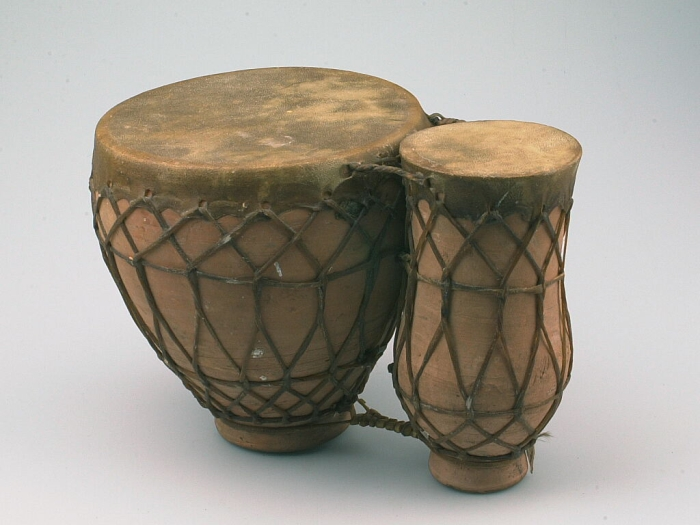
طبيلات

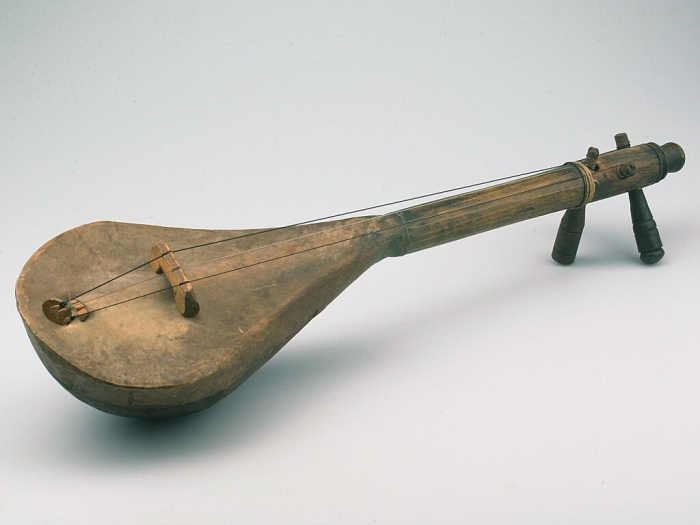
الوتر

من أبرز طقوس الحفل «الليلة الكناوية» التي تبدأ بـ«العادة» وهي بمثابة إعلان عام عن الشروع في إقامة الليلة. حيث يطوف خلاله «كناوة»، في فترة بعد الزوال بمختلف الأزقة والشوارع والساحات مرتدين «طاقيات» و«فوقيات» مختلفة الألوان مزدانة بالأصداف، مغتنمين الفرصة للرقص على إيقاعات دقات الطبول و«القراقب» حتى تحل فترة «الكويو» (أولاد بامبارا) وهي تعني في العرف الكناوي البدء في الحفل الرسمي لليلة الكناوية، حيث يستغنى فيها عن آلة الطبل لتعوض بـ «الكنبري أو الهجهوج»، ليشرع «المعلم» الذي عليه أن يكون ملما بجميع مراحل الليلة، بالعزف عليه يقوم أثناءه كناوة برقصات انفرادية باستثناء «وجبتين» يقوم فيها 4 كناويين برقص جماعي. القسم الثاني من هذا الطقس يسمى بـ «النقشة» توظف فيه آلة «القراقب» إلى جانب الهجهوج ويكون فيه الرقص جماعيا. بعد (الكويو) وبعد استراحة لبضع دقائق تدخل الليلة الكناوية مرحلة (فتوح الرحبة) يعمل فيها كناوة على توضيب المكان الذي ستجري فيه المرحلة الأخيرة من الليلة لإضفاء طابع القدسية عليه، حيث يتم وضع (طبق) أمام المعلم تحتوي على مختلف أنواع البخور والأقمشة ذات الألوان المختلفة كل لون منها يرمز إلى «ملك» من (الملوك) وتصحب عملية التحضير أذكار وإنشادات ذات دلالة ومعاني متعددة، ليتم الدخول مباشرة إلى القسم الأخير والأساسي من الاحتفال الكناوي والمسمى بـ «الملوك»، وهم في معجم كناوة (رجال الله) أي رجال ربانيون مؤمنون. يرتدي المريدون في هذا الطقس لباسا ذا لون خاص يرمز إلى «ملك» خاص كاللون الأبيض الذي يرمز إلى «ملك» عبد القادر الجيلالي، والأحمر إلى سيدي حمو، والأسود إلى ميمونة، والأصفر إلى الأميرة، والأزرق إلى سيدي موسى.
كل ذلك استعدادا لدخول مرحلة الجذبة التي تكون مصحوبة بإيقاع صاخب ناتج عن آلات «القراقب» و«الهجهوج» و«الرش» (أي التصفيق بالأيدي). تصل الأمور ببعض المريدين أثناءها إلى حد فقدان الوعي أو ضرب ذواتهم بأدوات حادة أو المشي فوق شظايا الزجاج. وهو ما يعني أن (الجذاب) أو (الجذابة) وصل إلى أقصى درجات الانسجام والاندماج مع الإيقاع ومع الألوان وبالتالي دخل في عالم هو غير عالمه الحقيقي. ويخضع المريد والتابع لشروط ولوج المحفل الكناوي منها:
قبل الدخول إلى الفضاء الكناوي يشترط في المريد إزالة الحذاء ووضعه في مكان بعيد عن مكان «الزريبة»، التي قد تكون زاوية أو فيلا أو دار شعبية. (وذلك تفاديا لتلويث المكان مما علق بالحذاء).
أن يجهر المريد بالتسليم لرجال الله يقول: (التسليم لرجال الله، التسليم ليكم، التسليم، التسليم).
يلزم على المريد تحية جميع الحاضرين في «الزريبة» فردا فردا أو جماعة بالتلويح بيده. الليلة الكناوية عادة تستعمل لأغراض استشفائية أو احتفالا بمناسبة دينية (كشهر شعبان المقدس). ومقامات الجذبة متعددة تبلغ أقصاها في مقام «عيشة قنديشة». والتي يجب تخليص الروح والجسد من شرها الأسود تحضر المرأة إلى جانب الرجل والجسد في الليلة الكناوية في الانجذاب الأقصى للروح الإنسانية اتجاه مجاهلها، تنجذب الروح للتخلص من الشرور والألم يحضر الجسد عبر رقصات تموجات، انفجار لكل الطاقات الجسدية والروحية يرفع المقام صوته بأغاني تذكر بالماضي البعيد. إن الليلة الكناوية بإيقاعاتها ومقاماتها الموسيقية وجذبتها تفريغ للطاقات الجنسية وتحريرها في نفس الوقت من اللعنة النفسية والخمول. إنها رياضة الجسد، حيث تتخذ الليلة الكناوية صيغة نزول أو هبوط متفاوت الإيقاع ومختلف الحركة ومتباين السرعة، نزول أو «درديبة» كما تسمى عند العارفين بأحوالها. وتتجلى في الليلة الكناوية 7 ألوان موزعة على عشر مقامات أو «محلات».(محلة الأبيض، الأسود، الأزرق، الأحمر، المبرقش، الأخضر، ثم الأبيض والأسود، والأبيض والأصفر). حيث تتكرر بعض الألوان لكن داخل «محلات» مغايرة بفضائها الطقوسي وبنوع جذبتها. النزول يتم داخل ألوان سبعة رمز موقع السبع التي تقترن رمزيتها بالألوان السبعة لقوس قزح المنتظمة بين عالمين في شكل قنطرة أو جسر رمزي لعبور الكائنات السماوية نحو العالم الدنيوي والسفلي.
تتمتع الأعداد الفردية في الثقافة الإسلامية سواء داخل النصوص الأساسية أو في الشروحات بنوع من القدسية:
- الله وتر يحب الوتر
- أسماءه 99
- الصلوات والأركان 5
- السماوات 7.

### المحلة
لا تخصص لمناداة لاسم الجن أو ملك أو إبرازه أو إظهاره، بل إنها تمهيد وتهيء بكل متطلبات التمهيد (بخور وإنشاد)، (فاتحة المكان)، حيث يتمحور الكلام الطقوسي حول اسم الله المعظم وأسماء أولياءه الصالحين. يمنح الهجهوج الليلة الكناوية نظاما مثلما يعكسها في صيغة طقس كامل مهمته الأساسية تحويل العدد إلى إيقاع، والإيقاع إلى لون واللون إلى ملك والملك إلى اسم والاسم إلى جسد والجسد إلى كتابة راقصة (جذبة). فمثل كل فاتحة قدسية تؤدي فاتحة الليلة الكناوية وظائف الوقاية لمن سيلج عالم الجذبة في المحلات القادمة. تتوسط«المقدمة» أو (الطلاعة) الرحبة جلوسا وهي مكسوة بالأبيض مؤشرة بذلك على أن الجذبة ستكون جذبة أصحاب اللون الأبيض (محلة البويض) من ناحية، ومن ناحية أخرى على أن اللون المتوافق مع قدسية الفاتحة هو الأبيض. مع جذبة «المس» أو «التملك» تحضر محلة «الكوحل» (أصحاب اللون الأسود) بشكل فعلي. ونقول بشكل فعلي لأن حضورها يبدأ داخل «فتيح الرحبة». فضمن هذه الأخيرة تتم المناداة على «بلال»، رمز هذه المحلة الأكبر أو لنقل رمزها القدسي الديني. لالة ميمونة، غمامي، مرحبا، سيدي ميمون من أهم ملوك جذبة الكوحل بالرغم من أنهم ليسوا الملوك الوحيدين. ويشترك سيدي ميمون ولالة ميمونة في كونهما كائنين مختلطين. بعد مرحلة «الكوحل» أو (الخدام الأربعة)، تستعد الرحبة لاستقبال محلة الزرق المميزة بلون السماء ولون البحر (السماويون والبحريون). ثم محلة الحمر (أولاد بلحمر) أو (أصحاب الكرنة) حيث تتم المناداة على الملوك الحمر مثل سيدي حمو وحمودة. يعتبر اللون الأحمر لون العنف الطقوسي، لذلك يرتبط حضوره بنشر وإسالة دم الأضحية سواء كانت قربانية (الهدايا القربانية) أو إبدالية (دم الفاعلين القربانية)، يقترن الملوك الحمر بالكرنة (مكان دبح الأضاحي) لدرجة ينعتون معها بأنهم (مالكين الكرنة) أصحابها. وتتحول الرحبة إلى كرنة رمزية فالجذب يتم بخنجر أو كمية (سكين). بعد محلة «الحمر» يستمر النزول داخل الليلة الكناوية على أدراج محلات وألوان وملوك الخضر (أصحاب اللون الأخضر)، والزرق السماويون ثم «رجال الغابة» وهم صنف ضمن محلة اللون الأسود ليستقر مآل النزول عند محلة الملوك الإناث أو «العيالات» أو «البنات» المميزة بتربع اللون الأصفر على عرش محتلها. مع بروز ضوء النهار الصباحي تستقر «الدرديبة»، داخل محلة لالة ميرة (الأصفر)، وتحت ظلها يحظر ملوك أنثويين عديدين مثل (لالة مليكة) المعروفة بلونها القوقي (البنفسجي) و (لالة رقية) بلونها الأحمر، و (لالة عيشة) بلونها الأسود، و (لالة مريم/الشلحة) ولالة فاطمة.

## معرض صور

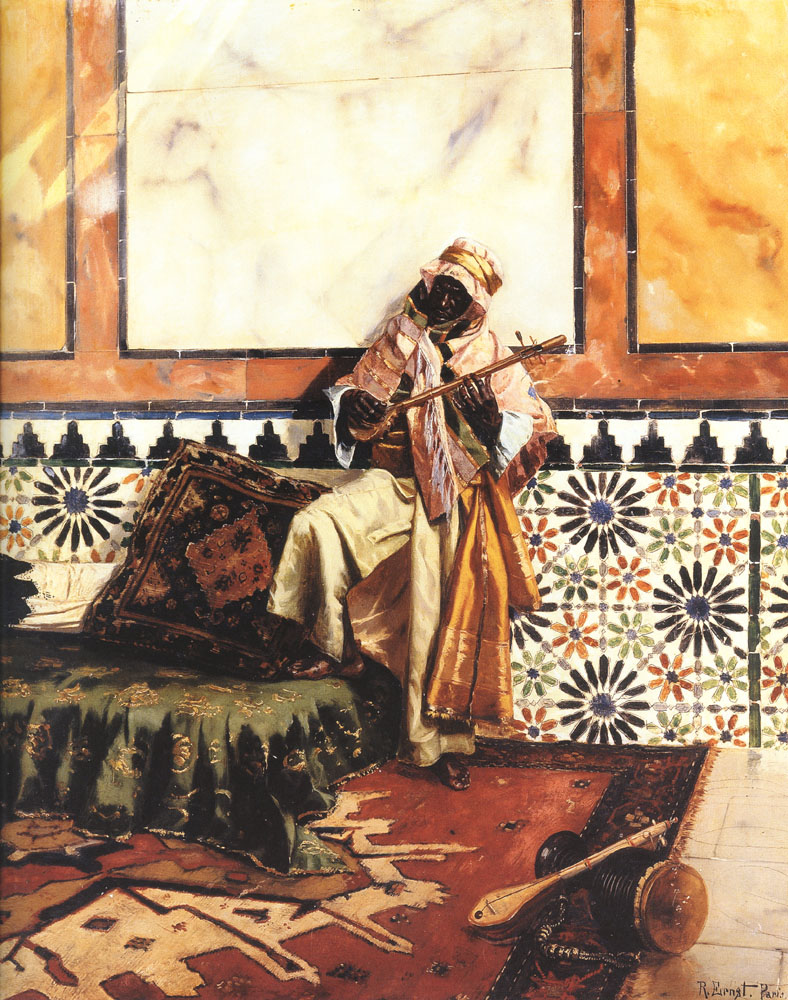
كناوة في شمال إفريقيا الداخلية
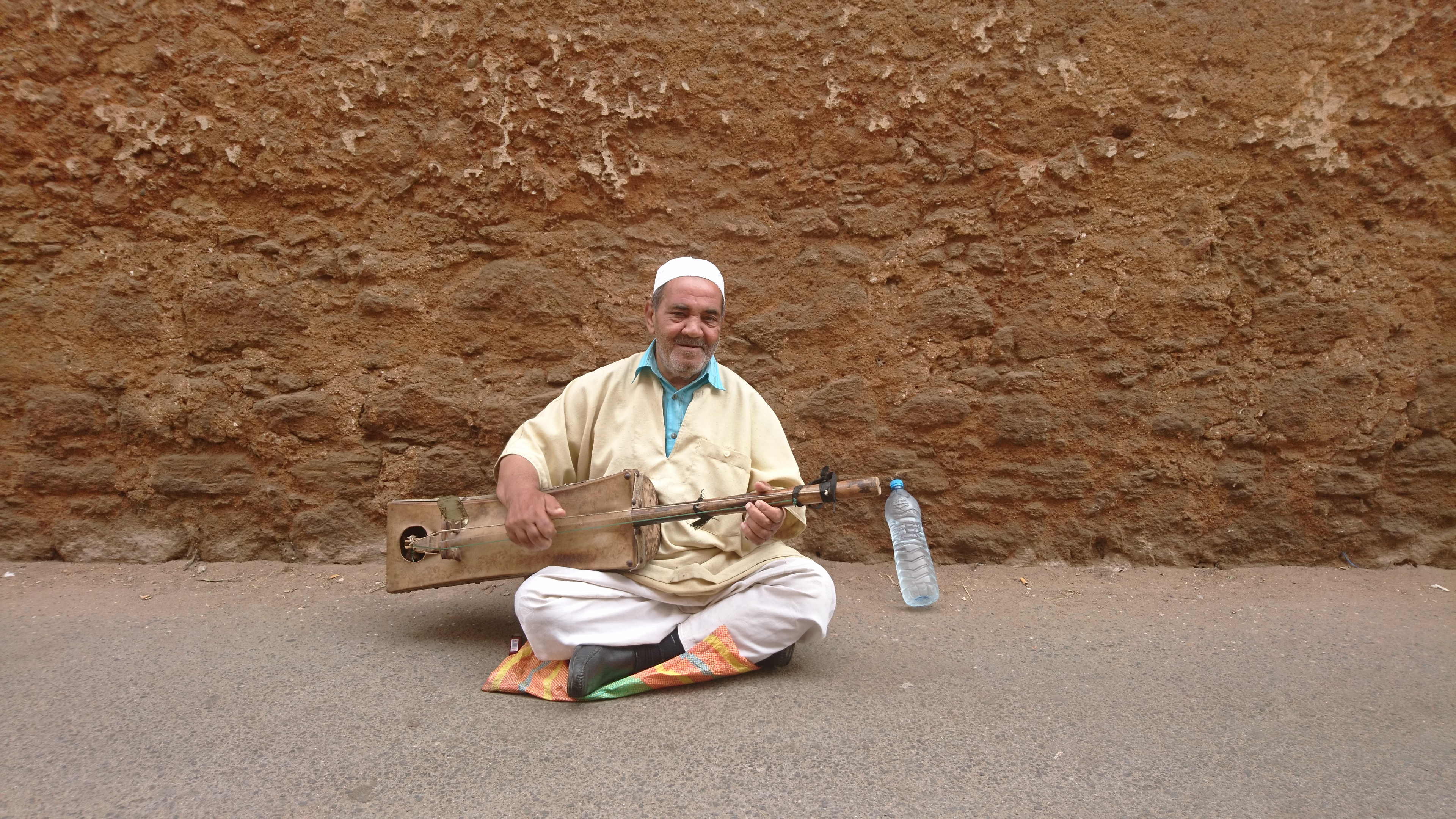
مغنية كناوة في سلا، المغرب.
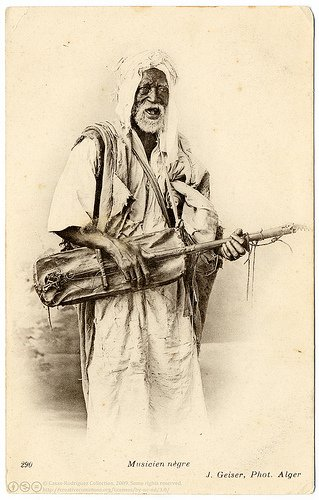
كناوة من الجزائر مع غمبري (حوالي 1906) لجان جيزر (1848-1923).
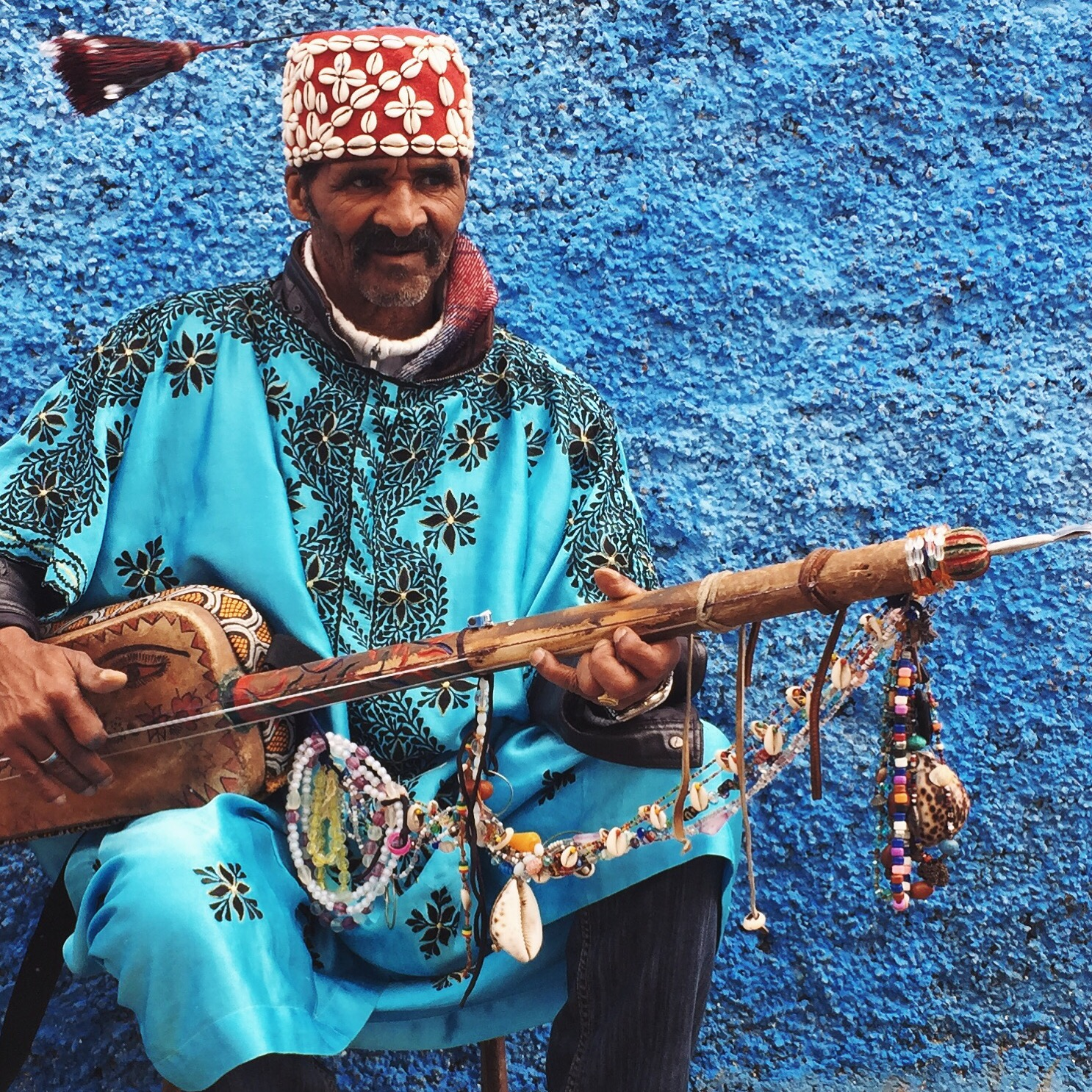
مْعَلَم الگناوة

## منشورات

### كتب
- Bernasek, L & Burger, H. S. (2008) Imazighen!: Beauty and Artisanship in Berber Life, Peabody Museum Press
- Courtney-Clarke, M & Brooks, G. (1996) Imazighen: The Vanishing Traditions of Berber Women, Thames & Hudson Ltd, London, UK
- El-Ghissassi, H. (2006) Regard sur Le Laroc de Mohamed VI, Michel Lafon
- Ennaji, M (2005) Multilingualism, Cultural Identity and Education in Morocco, Springer, New York, USA
- Harris, W. (2003) Morocco that Was, Eland Books, London, UK
- Hart, D.M. (2000) Tribe and Society in Rural Morocco, Frank Cass Publishers
- Howe, M (2005) Morocco: The Islamist Awakening and Other Challenges, University of Oxford Press, New York, USA
- Hoffman, K.E. (2008) We Share Walls: Language, Land, and Gender in Berber Morocco, Wiley-Blackwell
- Maxwell, G (2000) Lords of the Atlas, Weidenfeld & Nicolson Illustrated
- Maxwell, G (2002) Lords of the Atlas: The Rise and Fall of the House of Glaoua 1893–1956, The Lyons Press
- McKissack, F. & McKissack, P. (1995) The Royal Kingdoms of Ghana, Mali, and Songhay: Life in Medieval Africa, Henry Holt and Co. LLC
- Pennell, C.R. (2003) Morocco: From Empire to Independence, OneWorld Publications
- Pennel, C.R. (2001) Morocco since 1830: A History, NYU Press, USA
- Porch, D (1983) The Conquest of Morocco - The Bizarre History of France's Last Great Colonial Adventure, the Long Struggle to Subdue a Medieval Kingdom By Intrigue and Force of Arms 1903–1914, Knopf
- Porch, D, 2nd Ed (2005) The Conquest of the Sahara, Ferrar, Straus & Giroux
- Rogerson, B & Lavington, S Edited by (2004) Marrakech, The Red City: The City through Writers' Eyes, Sickle Moon Books

## روابط خارجية
- Gnawa.net
- http://www.vodeo.tv/4-33-3982-des-gnawa-dans-le-bocage.html
- https://web.archive.org/web/20070929102727/http://www.editions-harmattan.fr/index.asp?navig=catalogue&obj=video&no=1052
- https://web.archive.org/web/20070928063425/http://prep-cncfr.seevia.com/idc/data/Cnc/Recherche/fiche2.asp?idf=3313
- Essaouira at WorldMusicCentral.org
- gnawa at brickhaus.com
- موسيقى الغناوة